# Danijel Hrman
Danijel Hrman (ur. 7 sierpnia 1975 w Varaždinie) – chorwacki piłkarz, występujący na pozycji lewego ofensywnego pomocnika lub w razie potrzeby lewego pomocnika, środkowego pomocnika lub lewego defensywnego pomocnika. Jego atrybuty fizyczne to 175 cm i 73 kg. Porozumiewa się po chorwacku i rosyjsku.

## Kariera klubowa
Karierę klubową zaczynał w Varteksie, pomijając epizody w klubach młodzieżowych i sezon 1995/1996 i 1996/1997 w którym Hrman nie zagrał ani razu. Sezon 1997/1998 był bardzo złym sezonem dla zespołu, z którego ze względu na kłopoty finansowe klubu odeszło wielu dobrych piłkarzy, którzy stanowili o sile varaždinskiej jedenastki. Była to szansa dla Hrmana, który przebił się do wyjściowej jedenastki zespołu i swoimi bardzo dobrymi występami wyrobił sobie markę dobrego gracza. Hrman wystąpił w premierowym sezonie 29 razy i strzelił 2 gole. Zaskakująco dobra była pozycja Varteksu w lidze, któremu wszyscy chorwaccy eksperci wróżyli rychły spadek - Varteks zajął 8. miejsce i świetnie spisał się w Pucharze Chorwacji, gdzie przegrał dopiero w finale z Dinamem Zagrzeb u siebie 0:1 i na Maksimirze 1:2. Sezon 1998/1999 to 25 występów w barwach klubu i kolejny gol zapisany na konto strzeleckie Hrmana. Varteks zajął 5. miejsce w tabeli, w Pucharze nie odegrał żadnej roli i nie awansował do europejskich pucharów, ale w Varaždinie wszyscy byli zadowoleni z udanych występów ich ulubieńców - o sile zespołu stanowili tam tacy graczy jak Miljenko Mumlek czy Marijan Mrmić. Sezon 1999/2000 był średni w wykonaniu Varteksu - zespół uplasował się na 7 pozycji w lidze i nie zachwycił swoją grą. Hrman wystąpił na boisku 21 razy i tym razem nie zdołał ani razu pokonać golkipera rywali. Sezon 2000/2001 był już nieco lepszy, Varteks wrócił do grupy mistrzowskiej ligi chorwackiej i zajął 5. miejsce w lidze. Hrman po raz kolejny był pierwszoplanową postacią zespołu i w dużej mierze można mu zawdzięczać dobrą dyspozycję kolektywu - pojawił się na boisku 31 razy i 2 razy trafił do siatki rywali. Sezon 2001/2002 to bardzo dobra dyspozycja Varteksu, który przesunął się z 5 na 4 pozycję w tabeli - tym samym został przez chorwacką federację zgłoszony do rozgrywek Pucharu Intertoto. NK Varteks świetnie spisali się także w Pucharze Chorwacji, gdzie przegrali w finale, ponownie z Dinamem Zagrzeb w dwumeczu 1:2. Hrman pokazał się na boisku 25 razy i strzelił 3 gole. Sezon 2002/2003 to kolejny progres Varteksu, który z 4 przeskoczył na medalową, 3, pozycję. Stracili 12 punktów do mistrzowskiego Dinama i 5 do Hajduka Split. Hrman niewiele grał w barwach zespołu, ponieważ miał bardzo dużą konkurencję w składzie w postaci Miljenko Mumleka i dwóch reprezentantów Macedonii: Igora Jancevskiego i Ilamiego Halimiego. W związku z dużą konkurencją i rywalizacją o miejsce w składzie Hrman wystąpił tylko 8 razy, ale zdobył 2 gole. Nie była to ilość występów zadowalająca Hrmana, który w połówce sezonu przeszedł do rosyjskiego zespołu Spartak Moskwa. Spartak zajął jednak bardzo odległe, jak na możliwości tego zespołu, 10. miejsce. Słabą postawę w lidze odbili sobie w Pucharze Rosji, gdzie przegrali w finale po dogrywce 1:3. Na uwagę zasługuje fakt, że w meczu tym znakomicie spisywał się polski bramkarz, Wojciech Kowalewski, który obronił uderzenie z karnego Siergieja Ignaszewicza. Hrman w sezonie pojawił się na boisku tylko 6 razy i nie widząc szans na grę w moskiewskim zespole, powrócił do kraju i w sezonie 2003/2004 podpisał kontrakt z Dinamem Zagrzeb. W pierwszym sezonie ze względu na kontuzję i brak miejsca w składzie nie pojawił się na boisku ani razu, ale partycypował w wywalczeniu przez Dinamo wicemistrzostwa Chorwacji i Pucharu Chorwacji, które Dinamo wywalczyło po zwycięstwie z byłym klubem Hrmana, Varteksem Varaždin. Sezon 2004/2005 był kompletnie nieudany i fatalny dla Dinama, które zajęło dopiero 7. miejsce w lidze i musiało, co było precedensem w historii klubu, w grupie spadkowej. Nie powiodło się także na innych polach i Dinamo zaliczyło jeden z najgorszych sezonów w historii klubu. Hrman nie grał zbyt wiele, mając innych konkurentów do gry w pierwszej jedenastce - m.in. Niko Kranjčara, Jasmina Agicia i Edina Mujcicia. Zaniepokojony brakiem miejsca w składzie, gdzie w pierwszym składzie wystąpił tylko 8 razy i strzelił 1 gola, odszedł do zespołu, który zajął później mistrzostwo Chorwacji, czyli do Hajduka Split. Hajduk w składzie z Danijelem zdobył także Superpuchar Chorwacji po zwycięstwie 1:0 nad ekipą NK Rijeka. Niestety, dwukrotnie przegrał w dwumeczu finałowym Pucharu Chorwacji i nie udało się zdobyć potrójnej korony, co byłoby precedensem na skalę krajową. Hrman pojawił się na placu gry 6 razy i nie trafił do siatki ani razu. Sezon 2005/2006 nie był udany dla Hrmana, który nie pojawiał się na boisku ze względu na dużą konkurencję w składzie - Niko Kranjčar, Bośniak Dario Damjanović i Mladen Bartulović mieli pewne miejsce w składzie Hajduka. Mimo to udało się Hrmanowi wystąpić 5 razy w wyjściowej jedenastce, co jednak nie wystarczało zawodnikowi. Poza tym, sezon ten był bardzo nieudany dla Hajduka, który zajął dopiero 5. miejsce w lidze. Wszystkie te czynniki złożyły się na podjętą przez Hrmana decyzję o powrocie do Varteksu, w którym będzie występował w sezonie 2006/2007 i bronił zdobytego przed rokiem tytułu zdobywcy Pucharu Chorwacji.

## Kariera reprezentacyjna
W reprezentacji Chorwacji Hrman zadebiutował 10 listopada 2001 w Seulu w meczu przeciwko Korei Południowej wygranym przez Koreańczyków 2:0. Ostatni, 4, jak do tej pory raz, wystąpił 9 lutego 2003 w Szybeniku w meczu z Macedonią, który to mecz Chorwaci zremisowali 2:2.
- 1. 10 listopada 2001 Seul,  Korea Południowa -  Chorwacja 2:0
- 2. 13 listopada 2001 Gwangju,  Korea Południowa -  Chorwacja 1:1
- 3. 27 marca 2002 Zagrzeb,  Chorwacja -  Słowenia 0:0
- 4. 9 lutego 2003 Szybenik,  Chorwacja -  Macedonia Północna 2:2

## Sukcesy i statystyki
- wicemistrzostwo i Puchar Chorwacji w sezonie 2003/2004 wraz z Dinamem Zagrzeb
- mistrzostwo i Superpuchar Chorwacji w sezonie 2004/2005 wraz z Hajdukiem Split

| Sezon   | Klub           | Kraj      | Rozgrywki     | Mecze | Bramki |
| ------- | -------------- | --------- | ------------- | ----- | ------ |
| 1997/98 | NK Varteks     | Chorwacja | Prva HNL      | 29    | 2      |
| 1998/99 | NK Varteks     | Chorwacja | Prva HNL      | 25    | 1      |
| 1999/00 | NK Varteks     | Chorwacja | Prva HNL      | 21    | 0      |
| 2000/01 | NK Varteks     | Chorwacja | Prva HNL      | 31    | 2      |
| 2001/02 | NK Varteks     | Chorwacja | Prva HNL      | 25    | 3      |
| 2002/03 | NK Varteks     | Chorwacja | Prva HNL      | 8     | 2      |
| 2003/04 | Spartak Moskwa | Rosja     | Priemjer-Liga | 6     | 0      |
| 2003/04 | Dinamo Zagrzeb | Chorwacja | Prva HNL      | 0     | 0      |
| 2004/05 | Dinamo Zagrzeb | Chorwacja | Prva HNL      | 8     | 1      |
| 2004/05 | Hajduk Split   | Chorwacja | Prva HNL      | 6     | 0      |
| 2005/06 | Hajduk Split   | Chorwacja | Prva HNL      | 6     | 0      |
| 2006/07 | NK Varteks     | Chorwacja | Prva HNL      | ?     | ?      |